# Холокост в Калинковичском районе
Холокост в Кали́нковичском районе — систематическое преследование и уничтожение евреев на территории Калинковичского района Гомельской области оккупационными властями нацистской Германии и коллаборационистами в 1941—1944 годах во время Второй мировой войны, в рамках политики «Окончательного решения еврейского вопроса» — составная часть Холокоста в Белоруссии и Катастрофы европейского еврейства.

## Геноцид евреев в районе
Калинковичский район был полностью оккупирован немецкими войсками в августе 1941 года, и оккупация продлилась два с половиной года — до января 1944 года. Нацисты включили Калинковичский район в состав территории, административно отнесённой в состав генерального округа «Житомир» рейхскомиссариата Украина.
Для осуществления политики геноцида и проведения карательных операций сразу вслед за войсками в район прибыли карательные подразделения войск СС, айнзатцгруппы, зондеркоманды, тайная полевая полиция (ГФП), полиция безопасности и СД, жандармерия и гестапо.
Во всех крупных деревнях района были созданы районные (волостные) управы и полицейские гарнизоны из коллаборационистов.
Одновременно с оккупацией нацисты и их приспешники начали поголовное уничтожение евреев. «Акции» (таким эвфемизмом гитлеровцы называли организованные ими массовые убийства) повторялись множество раз во многих местах. В тех населенных пунктах, где евреев убили не сразу, их содержали в условиях гетто вплоть до полного уничтожения, используя на тяжелых и грязных принудительных работах, от чего многие узники умерли от непосильных нагрузок в условиях постоянного голода и отсутствия медицинской помощи.
За время оккупации практически все евреи Калинковичского района были убиты, а немногие спасшиеся в большинстве воевали впоследствии в партизанских отрядах.
Евреев в районе убивали в Калинковичах и Калинковичском сельсовете, деревнях Озаричи (262 человека 5 августа 1941 года), Ситня (30 семей — около 120 человек в сентябре 1941 года), Дудичи (116 (119) человек), Лозки, Чёрновщина, Горочичи, Берёзовском сельсовете, Горбовичском сельсовете, Домановичском сельсовете, Козловичском сельсовете, Михновичском сельсовете, Чкаловском сельсовете, Юровичах и Юровичском сельсовете и многих других местах. В декабре 1941 года полицаи забрали в деревне Огородники 30 евреев, в большинстве женщин и детей, вывезли за деревню и расстреляли. В феврале 1942 года немцы схватили 12 евреев в деревне Семёновичи, среди которых были и дети, раздетыми по морозу привезли их в Озаричи и убили.

## Гетто
Оккупационные власти под страхом смерти запретили евреям снимать желтые латы или шестиконечные звезды (опознавательные знаки на верхней одежде), выходить из гетто без специального разрешения, менять место проживания и квартиру внутри гетто, ходить по тротуарам, пользоваться общественным транспортом, находиться на территории парков и общественных мест, посещать школы.
Реализуя нацистскую программу уничтожения евреев, немцы создавали гетто почти во всех городах и населённых пунктах Беларуси, где проживало еврейское население. Так и в Калинковичском районе оккупанты организовали 3 гетто:
Памятники убитым евреям
- в гетто города Калинковичи (середина сентября 1941 — 22 сентября 1941) были замучены и убиты около 700 евреев.
- в гетто деревни Озаричи (лето 1941 — 3 марта 1942) были убиты около 300 евреев.
- в гетто деревни Юровичи (лето 1941 — декабрь 1941) были убиты около 500 евреев.

## Память
Опубликованы неполные списки жертв геноцида евреев в Калинковичском районе.
Памятники убитым евреям района установлены в Калинковичах, Озаричах, Юровичах, Ситне и Огородниках.